# Grimes (ca sĩ)
Claire Elise Boucher (/buːˈʃeɪ/, sinh ngày 17/3/1988, nghệ danh: Grimes) là nữ ca sĩ, nhạc sĩ người Canada. Tính tới thời điểm năm 2021, Grimes đã phát hành năm album phòng thu và hai EP.
Sinh ra và lớn lên ở Vancouver, Grimes bắt đầu đi hát từ khoảng năm 2007. Cô đã phát hành hai album, Geidi Primes và Halfaxa vào năm 2010, dưới hợp đồng với hãng đĩa Arbutus Records. Sau đó, cô ký hợp đồng với hãng 4AD và bắt đầu được công chúng biết tới rộng rãi hơn từ sau album thứ ba, Visions, ra mắt năm 2012. Album phòng thu thứ năm của cô, Miss Anthropocene, được phát hành vào năm 2020.

## Thời thơ ấu
Claire Boucher sinh ra và lớn lên tại thành phố Vancouver, British Columbia, Canada. Cô là người Canada gốc Pháp, Ý, Ukraina và Métis (một nhóm thổ dân ở Canada). Gia đình cô theo đạo Công giáo và cô cũng từng theo học một trường trung học Công giáo.

## Đời tư
Trong khoảng từ năm 2007 tới 2010, Grimes có mối tình hợp tan nhiều lần với ca sĩ Devon Welsh (ban nhạc Majical Cloudz). Cả hai lần đầu gặp nhau năm 2007 trong một buổi tiệc ở trường đại học McGill. Từ năm 2011 tới 2013, nữ ca sĩ hẹn hò với nhạc sĩ Jaime Brooks.
Từ năm 2018, Grimes hẹn hò với doanh nhân công nghệ Elon Musk. Ngày 8/1/2020, cô công khai với công chúng đang mang thai con đầu lòng với Musk. Bốn tháng sau, vào ngày 4/5/2020, nữ ca sĩ sinh được một bé trai, lấy tên là "X Æ A-12" dù theo luật đặt tên của bang California nơi cô sống thì tên này không được chấp nhận. Ngày 24/5, cô thông báo đổi tên con thành "X Æ A-Xii". Grimes cũng cho biết nữ ca sĩ Gowon (từ nhóm nhạc Loona), người từng hợp tác với cô năm 2018, là mẹ đỡ đầu của con trai cô.

## Danh sách album
- Geidi Primes (2010)
- Halfaxa (2010)
- Visions (2012)
- Art Angels (2015)
- Miss Anthropocene (2020)